# Witney Lake
Witney Lake är en sjö i Kanada.   Den ligger i provinsen British Columbia, i den centrala delen av landet, 3 200 km väster om huvudstaden Ottawa. Witney Lake ligger 1 111 meter över havet. Den ligger vid sjön Yellowhead Lake.
I omgivningarna runt Witney Lake växer i huvudsak barrskog. Trakten runt Witney Lake är nära nog obefolkad, med mindre än två invånare per kvadratkilometer.